# Bauhinia elmeri
Bauhinia elmeri är en ärtväxtart som beskrevs av Elmer Drew Merrill. Bauhinia elmeri ingår i släktet Bauhinia och familjen ärtväxter. Inga underarter finns listade i Catalogue of Life.